# Cornus iberica
Cornus iberica là một loài thực vật có hoa trong họ Cornaceae. Loài này được Woronow miêu tả khoa học đầu tiên năm 1933.